# Palomero
Palomero es un pequeño municipio situado en el norte de la provincia de Cáceres, en la comunidad autónoma de Extremadura, España. Pertenece a la mancomunidad de municipios de Trasierra-Tierras de Granadilla.

## Geografía física
Destaca de este municipio su situación, ya que se encuentra rodeado de los más bellos paisajes del norte de la provincia de Cáceres (Sierra de Gata, Valle del Jerte, Las Hurdes y Valle del Ambroz). La parte norte del territorio es sobre todo montañosa, destacando los cerros de La Orden y Las Barreras, con una altitud de algo más de 786m (cerro del sastre). La zona Sur del municipio es menos montañosa aunque el terreno es ondulado con pequeños cerros.
Las localidades más cercanas son Marchagaz (3 km), Cerezo y El Bronco (6 km), Santa Cruz de Paniagua (9 km), Casar de Palomero (10 km) y Mohedas de Granadilla (12 km). Plasencia, que es el centro comercial e industrial de la zona norte y cabeza de partido judicial, está a unos 45 km y Cáceres capital a unos 115 km. Salamanca se encuentra a unos 130 km.
El norte de su término municipal limita con los municipios de Marchagaz y Casar de Palomero, el sur con el término de Cerezo, el oeste con Santa Cruz de Paniagua y el este nuevamente con Cerezo y Casar de Palomero.

## Historia
Sus orígenes no están bien definidos, aunque desde luego es una población milenaria, ya que se han encontrado tumbas sin inscripciones cuyas características no son las esperadas de los ritos cristianos o musulmanes, y que por ello, suponen un origen bastante anterior. Existe un documento de 1030 (de dudoso origen) en el que se menciona a Casar de palomero (casas de Palomero), Palomero y Marchagaz (un pueblo cercano) como municipios dependientes del convento del Sancti Spíritus de Salamanca, al que cedían como vasallaje una serie de productos en la fecha de Natividad. Un poco posterior, es un documento delimitando los términos de un dominio conocido como Palumbarium (que podría ser referido a Palomero) y Granata, después conocido como Granadilla. Se sabe que existía un castillo en lo alto del pico de Altamira, en la Sierra de Santa Bárbara, destruido posteriormente en 1489 por orden de la reina Isabel la Católica y a petición de la comendadora del Sancti Spíritus.
Dado que existen pruebas fehacientes de la ocupación romana en poblaciones cercanas, es de suponer que también debió de ser asentamiento romano, dada la cercanía de poblaciones como Cáparra, en la que existen excavaciones y yacimientos arqueológicos importantes de origen romano (existe un interesante centro de interpretación).
Han aparecido además una serie de restos aún sin clasificar como tuberías y las tumbas anteriormente descritas que podrían ayudar a conocer mejor la historia del municipio.

## Política
El actual alcalde de Palomero es Antonio Ignacio Martín Caballero (PP).
| Periodo              | Nombre                            | Partido | Partido                                  |
| -------------------- | --------------------------------- | ------- | ---------------------------------------- |
| 19/4/1979-23/5/1983  | Juan Hernández Iglesias           |         | Unión de Centro Democrático (UCD)        |
| 23/5/1983-30/6/1987  | Rodrigo Martín Alonso             |         | Coalición Popular (CP)                   |
| 30/6/1987-15/6/1991  | Eusebio Martín Martín             |         | Alianza Popular (AP)                     |
| 15/6/1991-17/7/1995  | José Paniagua Gordo               |         | Partido Popular (PP)                     |
| 17/7/1995-14/6/2003  | José Paniagua Gordo               |         | Partido Popular (PP)                     |
| 14/6/2003-16/6/2007  | María Antonia Puertas Moreno      |         | Partido Socialista Obrero Español (PSOE) |
| 16/6/2007-11/6/2011  | María Antonia Puertas Moreno      |         | Partido Socialista Obrero Español (PSOE) |
| 11/6/2011-13/6/2015  | María Antonia Puertas Moreno      |         | Partido Socialista Obrero Español (PSOE) |
| 13/6/2015-15/6/2019  | María del Puerto Martín Maldonado |         | Partido Socialista Obrero Español (PSOE) |
| 15/6/2019-16/9/2021* | María del Pilar Hernández Campos  |         | Ciudadanos (Cs)                          |
| 16/9/2021*-17/6/2023 | Antonio Ignacio Martín Caballero  |         | Partido Popular (PP)                     |
| 17/6/2023-Act.       | Antonio Ignacio Martín Caballero  |         | Partido Popular (PP)                     |

Cambio pactado a mitad de legislatura*.
Datos sacados de la base de datos del Ministerio de Política Territorial y Memoria Democrática 

## Demografía
Palomero cuenta con una población de 445 habitantes (INE 2024).
| Gráfica de evolución demográfica de Palomero entre 1842 y 2021                                                      |
| |
| Población de derecho según los censos de población del INE Población de hecho según los censos de población del INE |

## Economía
La principal actividad que se desarrolla es el cultivo del olivar, destacando principalmente la aceituna de mesa, con la variedad manzanilla cacereña, y el aceite extraído de ella. El pueblo está dentro de la zona de denominación de origen Aceite Gata-Hurdes. También hay una buena cabaña ganadera con ovejas, cabras y vacas, destacando la primera de ellas.
En cuanto a la industria, está muy poco desarrollada. Hay algunas de elaboración de aceitunas o cerrajería, además de dos cooperativas agrícolas dedicadas a la aceituna de mesa.
En el sector servicios hay dos bares (2025), dos tiendas de alimentación (2025), una farmacia, un taller mecánico, peluquería, estanco y una oficina de Caja Almendralejo (2025). En lo que se refiere a turismo, existe una casa rural en  C/La Iglesia (Casa Queta) abierta en 2015.

## Transportes

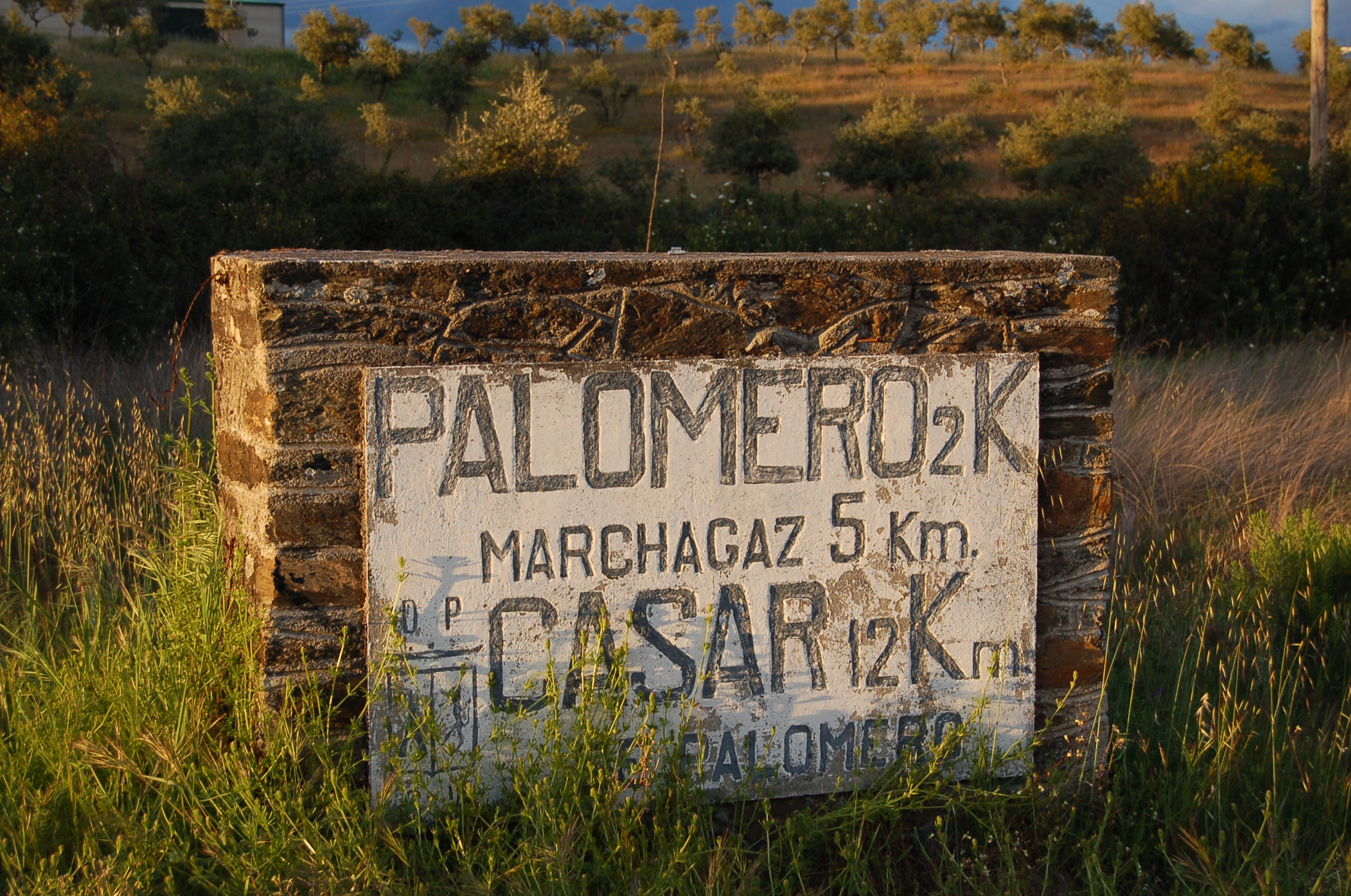
Cartel de distancias desde la carretera EX-205.

El pueblo se halla a 2 km de la carretera EX-205, que es la carretera más importante de la zona. Está atravesado en su casco urbano por la carretera provincial CC-203, que une la EX-205 al sur con Marchagaz al norte. Esta carretera ha sido modificada hace poco tiempo ensánchandola lo que hace que esté en buen estado.

## Servicios públicos
En el pueblo hay una Escuela Unitaria con tres unidades desde infantil a 6.º de Primaria. El colegio se llama San Pedro de Alcántara y está situado en la plaza Nueva. Los niños de secundaria van al Instituto Gregorio Marañón de Caminomorisco. Como las carreteras hasta este pueblo no son buenas, siendo de montaña y con muchas curvas, los niños viven durante la semana en una Residencia de la Junta de Extremadura con más chavales de la zona. Los fines de semana vuelven al pueblo. También posee una pequeña biblioteca pública. 

## Patrimonio

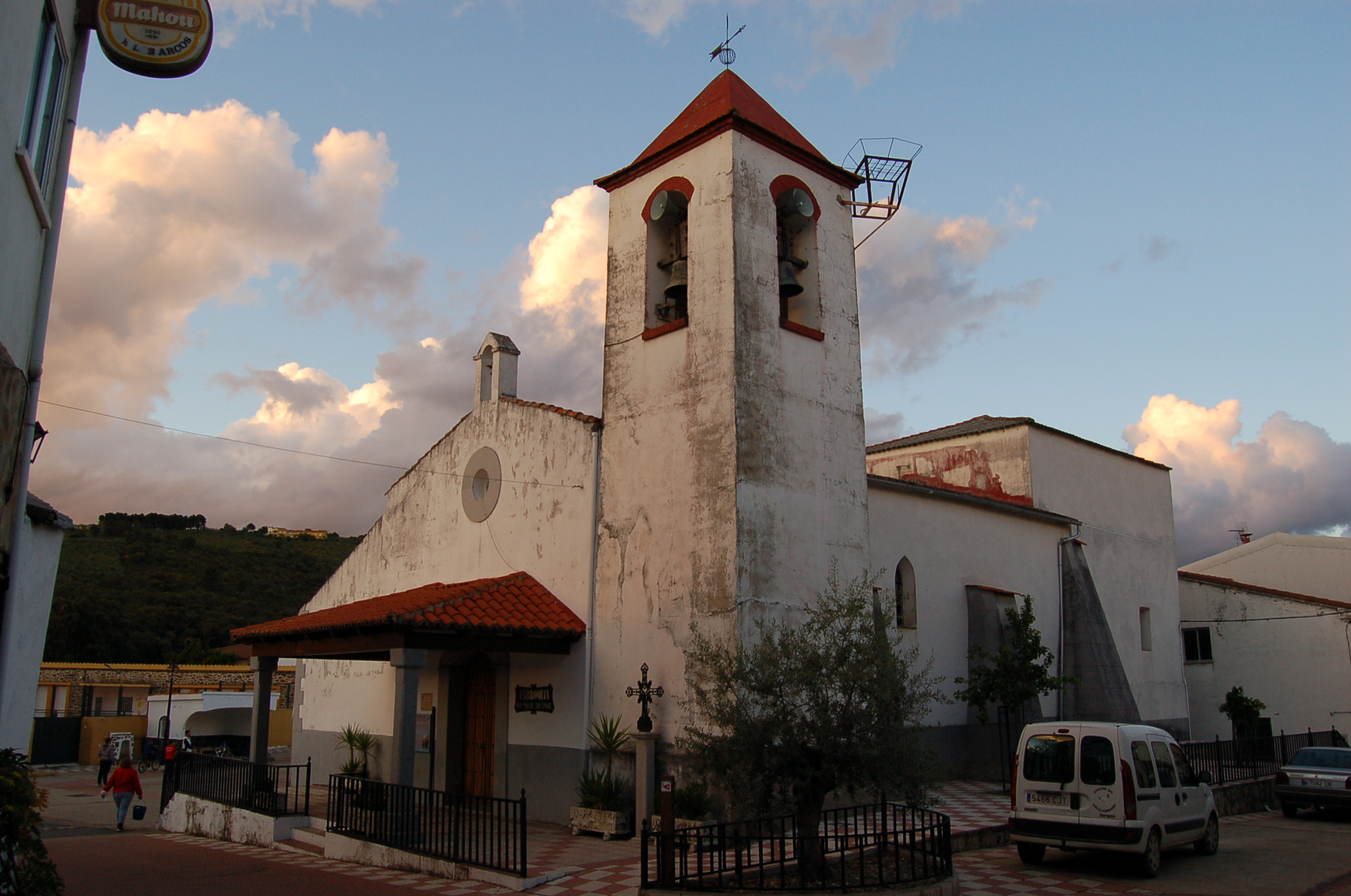
Iglesia.

Iglesia parroquial católica bajo la advocación de San Miguel, en la diócesis de Coria.
Junto a la arroyo Chica hay un pequeño parque en el antiguo lagar de aceites que conserva parte de su maquinaria.

## Festividades
Las fiestas y tradiciones en el calendario de Palomero, en orden cronológico, son:
- Navidad: Fiestas navideñas como en toda España con especial dedicación el día de Nochebuena. Ese día se hace la "Pastorela" o tradición de los pastores en la iglesia. Sólo se hace algunos años. Festividad de los Reyes Magos con su cabalgata.
- San Blas: Los quintos del pueblo piden los chorizos por las calles.
- Carnaval:Se celebra el jueves de comadres con disfraces y comida posterior. Durante el fin de semana se hace un pasacalles. El último día para cerrar los carnavales se hace el entierro de la sardina y se prepara una comida colectiva en el pueblo con sardinas. No son fiestas oficiales.
- Semana Santa: Procesiones el Jueves y Viernes Santo y el Domingo de Resurrección.
- San Marcos: 25 de abril. Festividad de este santo con procesión bendiciendo los campos. El sábado siguiente más próximo a esta fecha se hace una romería en la Dehesa del Cruce junto a la EX-205.
- Feria ganadera de San Gregorio: 8-9 de mayo. Festividad del patrón y feria ganadera. Comida de morros asados y migas.
- Corpus Christi: Procesión y engalanamiento de las calles con romero (se dejará secar hasta la noche de San Juan y ese día se quemará en las calles), altares, sábanas y mantillas en los balcones, etc. Además, como es tradicional en toda España, se hacen las Primeras Comuniones.
- San Antonio: 13 de junio. Procesión.
- San Miguel Arcángel (Verano): Segundo fin de semana de agosto. Son las fiestas mayores del pueblo debido a la mayor afluencia de público, con verbenas, actividades lúdicas, deportivas, procesiones, etc. También el 29 de septiembre. Patrón de la parroquia. Fiesta tradicional del pueblo con procesión.

## Deporte
En cuanto a los deportes, el pueblo cuenta con un campo de fútbol y una pista multiuso al aire libre. En el pueblo se pueden hacer otros deportes como ciclismo o senderismo por los muchos caminos rurales que existen. Hay indicadas algunas rutas para ello, como la de Ahigal-Palomero-Cerezo.
Hay dos piscinas municipales, una para mayores y otra para pequeños. Solamente se abre en los meses de verano.